# Atomaria zetterstedti
Atomaria zetterstedti là một loài bọ cánh cứng trong họ Cryptophagidae. Loài này được Zetterstedt miêu tả khoa học năm 1838.